# Fernelmont
Fernelmont (valonă Ferneamont) este o comună francofonă din regiunea Valonia din Belgia. Comuna Fernelmont este formată din localitățile Bierwart, Cortil-Wodon, Forville, Franc-Waret, Hemptinne, Hingeon, Marchovelette, Noville-les-Bois, Pontillas și Tillier. Suprafața sa totală este de 64,61 km². La 1 ianuarie 2008 comuna avea o populație totală de 6.860 locuitori. 
Comuna Fernelmont se învecinează cu comunele Éghezée, Wasseiges, Burdinne, Héron, Namur și Andenne.